# Das Science Fiction Jahr
Das Science Fiction Jahr: Ein Jahrbuch für den Science Fiction Leser ist ein Almanach, in dem Sekundärliteratur vor allem zu Science-Fiction-Literatur, aber auch -Filmen, -Hörspielen, -Comics und -Computerspielen im internationalen Maßstab veröffentlicht wird. Im deutschsprachigen Raum stellt es die einzige Veröffentlichung dieser Art dar.

## Geschichte
Vorgänger war die von 1981 bis 1985 in zwölf Ausgaben erschienene Zeitschrift Heyne Science Fiction Magazin. Beide Veröffentlichungen wurden vom Verleger Rolf Heyne initiiert. Das Jahrbuch erscheint jährlich seit 1986, anfangs im Heyne Verlag. Neben literaturwissenschaftlichen Beiträgen erscheinen Rezensionen, Interviews, Marktberichte und Bibliografien. Jeder Jahrgang hat einen thematischen Schwerpunkt. Von 1985 bis 2002 war Wolfgang Jeschke der alleinige Herausgeber, von 2003 an dann zusammen mit Sascha Mamczak und von 2012 an zusätzlich mit Sebastian Pirling. 1988 wurde Wolfgang Jeschke für Das Science Fiction Jahr der Kurd-Laßwitz-Preis (Sonderpreis) verliehen.
Das Jahrbuch 2014 war das letzte im Heyne Verlag; vom Jahrbuch 2015 an wurde es im Golkonda Verlag weitergeführt.
Im Oktober 2019 gab Golkonda bekannt, dass die Reihe infolge des Insolvenzverfahrens des Europa Verlags, zu dem der Golkonda-Verlag gehört, eingestellt wird. Das für eine Veröffentlichung am 6. Dezember 2019 bei Golkonda geplante Das Science Fiction Jahr 2019, wofür schon Beiträge fertiggestellt waren, erschien dort nicht. Nachdem es zunächst so aussah, als würde die Reihe vollständig eingestellt, übernahm sie die von Klaus Farin geleitete Hirnkost KG. In einer Pressemitteilung auf der eigenen Website vom 5. Dezember 2019 teilte der neue Verlag Hirnkost mit, eine Crowdfunding-Kampagne zum Stemmen der Herausgabe des Bandes für das Jahr 2019 ins Leben gerufen zu haben, die am 19. Januar 2020 erfolgreich beendet wurde.
Im Sommer 2024 startete Hirnkost, akut von Insolvenz bedroht, eine Spendenkampagne für den Verlag und den Almanach, die in kurzer Zeit erfolgreich beendet werden konnte.

## Kritik
„Neben Übersichten über die deutsche, amerikanische und britische SF-Szene, Bibliographien zu Primär- und Sekundärliteratur und zahlreichen Buchrezensionen enthält das Kompendium Beiträge zu den Medien Computer, Hörspiel und Film/TV. Dabei bewahren sich die Autoren jedoch stets die Neugier für die Gegenwart, wie die Essays über SF in der DDR, über die Ars Electronica, Nanotechnik oder die Hohlwelttheorie beweisen. Eine wahre Fundgrube für jeden SF-Interessierten sind die Autoren-Interviews.“

## Mitarbeiter
Neben den Herausgebern, die gelegentlich Beiträge liefern, sind es die Stammautoren des Jahrbuches, die regelmäßig mit Artikeln und Besprechungen vertreten sind, darunter Rainer Eisfeld, Gerd Frey, Klaus N. Frick, Werner Fuchs, Linus Hauser, Hartmut Kasper, Joachim Körber, Karsten Kruschel, Michael Nagula, Wolfgang Neuhaus, Wolfgang Pollanz, Georg Seeßlen, Erik Simon, Karlheinz Steinmüller und Rüdiger Vaas sowie – zu ihren Lebzeiten – Dieter Hasselblatt und Michael Salewski.
- 1986 Das Science Fiction Jahr 1986, ISBN 3-453-31233-3
- 1987 Das Science Fiction Jahr 1987, ISBN 3-453-31365-8
- 1988 Das Science Fiction Jahr 1988, ISBN 3-453-00983-5
- 1989 Das Science Fiction Jahr 1989, ISBN 3-453-03139-3
- 1990 Das Science Fiction Jahr 1990, ISBN 3-453-03905-X
- 1991 Das Science Fiction Jahr 1991, ISBN 3-453-04471-1
- 1992 Das Science Fiction Jahr 1992, ISBN 3-453-05379-6
- 1993 Das Science Fiction Jahr 1993, ISBN 3-453-06202-7
- 1994 Das Science Fiction Jahr 1994, ISBN 3-453-07245-6
- 1995 Das Science Fiction Jahr 1995, ISBN 3-453-07967-1
- 1996 Das Science Fiction Jahr 1996, ISBN 3-453-09445-X
- 1997 Das Science Fiction Jahr 1997, ISBN 3-453-11896-0
- 1998 Das Science Fiction Jahr 1998, ISBN 3-453-13313-7
- 1999 Das Science Fiction Jahr 1999, ISBN 3-453-14984-X
- 2000 Das Science Fiction Jahr 2000, ISBN 3-453-16183-1
- 2001 Das Science Fiction Jahr 2001, ISBN 3-453-17944-7
- 2002 Das Science Fiction Jahr 2002, ISBN 3-453-19674-0

ab hier in Zusammenarbeit mit Sascha Mamczak
- 2003 Das Science Fiction Jahr 2003, ISBN 3-453-87049-2
- 2004 Das Science Fiction Jahr 2004, ISBN 3-453-87896-5
- 2005 Das Science Fiction Jahr 2005, ISBN 3-453-52068-8
- 2006 Das Science Fiction Jahr 2006, ISBN 3-453-52183-8
- 2007 Das Science Fiction Jahr 2007, ISBN 978-3-453-52261-9
- 2008 Das Science Fiction Jahr 2008, ISBN 978-3-453-52436-1
- 2009 Das Science Fiction Jahr 2009, ISBN 978-3-453-52554-2

ab hier auch als elektronische Ressource
- 2010 Das Science Fiction Jahr 2010, ISBN 978-3-453-52681-5
- 2011 Das Science Fiction Jahr 2011, ISBN 978-3-453-53379-0

ab hier in Zusammenarbeit zusätzlich mit Sebastian Pirling
- 2012 Das Science Fiction Jahr 2012, ISBN 978-3-453-52972-4
- 2013 Das Science Fiction Jahr 2013, ISBN 978-3-453-53444-5
- 2014 Das Science Fiction Jahr 2014, ISBN 978-3-453-31580-8

ab hier im Golkonda-Verlag, hg. von Sascha Mamczak und Hannes Riffel
- 2015 Das Science Fiction Jahr 2015, ISBN 978-3-944720-48-7 (Inhalt)
- 2016 Das Science Fiction Jahr 2016, ISBN 978-3-944720-97-5

ab hier hg. von Michael Görden
- 2017 Das Science Fiction Jahr 2017, ISBN 978-3-946503-10-1
- 2018 Das Science Fiction Jahr 2018, ISBN 978-3-946503-48-4

ab hier im Hirnkost-Verlag, hg. von Melanie Wylutzki und Hardy Kettlitz
- 2020 Das Science Fiction Jahr 2019, ISBN 978-3-947380-68-8
- 2020 Das Science Fiction Jahr 2020, ISBN 978-3-948675-49-3
- 2021 Das Science Fiction Jahr 2021, ISBN 978-3-949452-12-3
- 2022 Das Science Fiction Jahr 2022, ISBN 978-3-949452-69-7
- 2023 Das Science Fiction Jahr 2023, ISBN 978-3-9885703-3-8